# O-Ringen

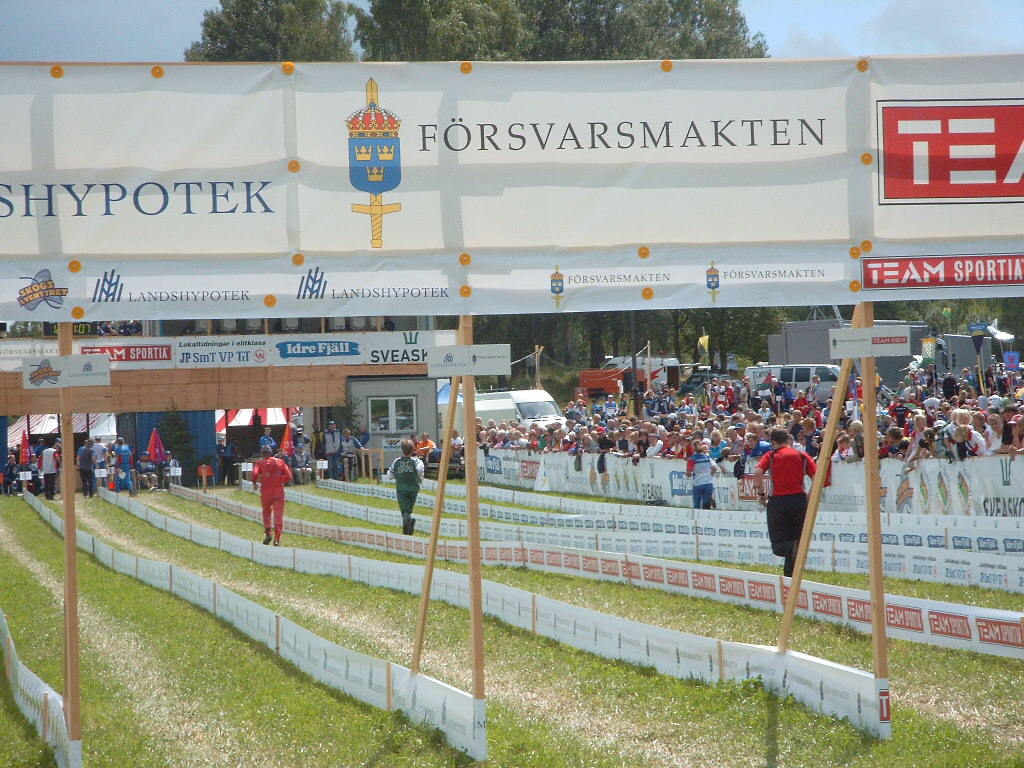
Soutěž O-Ringen

O-Ringen (dříve nazývaná jako "švédských 5 dní") je mezinárodní soutěž v orientačním běhu, která se každoročně koná v různých oblastech Švédska. Pro orientační běžce je O-Ringen jejich Mekka. Tento závod přitahuje značnou pozornost sdělovacích prostředků ve Švédsku a vyhrát O-Ringen je často považováno za druhý nejvyšší (po mistrovství světa) možný úspěch v kariéře orientačního běžce, kterého kdy může dosáhnout. Soutěž probíhá v červenci, a koná se v úseku 5 dní, kdy každý aktivní den je jedna z etap soutěže. Soutěžícím jsou přiřazeny startovací časy pouze v prvních čtyřech fázích závodu, na páté a poslední etapě se využívá „intervalový start“. V intervalovém závodě se na trať vydá nejprve nejlepší závodník z předchozích etap a za ním podle ztrát, které na něj nabrali v průběhu etap, vyrazí ostatní. To znamená, že první běžec, který proběhne cílovou čarou, je vítěz.

## Historie
O-Ringen byl poprvé zorganizován v roce 1965 v Dánsku, za účasti 156 účastníků. Od té doby se zájem o tyto závody stupňuje. Do dnes drží rekord v počtu účastníků O-Ringen 1985, kdy do Falunu dorazilo na 25 021 běžců.
O-Ringen byl zařazen do seriálu světového poháru v OB v roce 1998, 2007 a 2008.
V roce 2009 byly odměny pro vítěze v hlavní kategorii u mužů a žen v celkové výši půl milionu korun. Konečný výsledek v elitních třídách juniorů se započítává do Silva Junior Cupu.

## Rekordy
- vůbec první etapa švédských 5-dní se konala v Dánsku.
- Ulla Lindkvistová má nejvíce titulů v ženské elitě s osmi vítězstvími.
- Lars Lönnkvist má nejvíce titulů v  pánské elitě se čtyřmi vítězstvími.

## Výsledky
| Rok  | Místo                   | Počet běžců | Vítězka                 | Vítěz                |
| ---- | ----------------------- | ----------- | ----------------------- | -------------------- |
| 1965 | Skåne, Blekinge, Dánsko | 156         | Inga-Britt Bengtssonová | Nils Bohman          |
| 1966 | Småland, Västergötland  | 672         | Kerstin Granstedtová    | Juhani Salmenkylä    |
| 1967 | Motala                  | 1 910       | Ulla Lindkvistová       | Kalle Johansson      |
| 1968 | Borås                   | 3 250       | Ulla Lindkvistová       | Åge Hadler           |
| 1969 | Rommehed                | 5 355       | Ulla Lindkvistová       | Stefan Green         |
| 1970 | Kristianstad            | 6 378       | Ulla Lindkvistová       | Bernt Frilén         |
| 1971 | Malmköping              | 8 627       | Ulla Lindkvistová       | Hans Aurell          |
| 1972 | Eksjö                   | 8 253       | Ulla Lindkvistová       | Hans Aurell          |
| 1973 | Rättvik                 | 10 449      | Ulla Lindkvistová       | Bengt Gustafsson     |
| 1974 | Kristianstad            | 10 196      | Ulla Lindkvistová       | Ernst Jönsson        |
| 1975 | Haninge                 | 9 322       | Anne Lundmarková        | Matti Mäkinen        |
| 1976 | Ransäter                | 14 843      | Sarolta Monspartová     | Gert Pettersson      |
| 1977 | Visby                   | 7 186       | Liisa Veijalainenová    | Sigurd Dæhli         |
| 1978 | Skara                   | 15 148      | Liisa Veijalainenová    | Kjell Lauri          |
| 1979 | Örebro                  | 15 842      | Britt-Marie Karlssonová | Lars-Henrik Undeland |
| 1980 | Uppsala                 | 15 142      | Liisa Veijalainenová    | Lars Lönnkvist       |
| 1981 | Mohed                   | 18 983      | Annichen Kringstad      | Jörgen Mårtensson    |
| 1982 | Luleå                   | 13 631      | Annichen Kringstad      | Lars Lönnkvist       |
| 1983 | Anderstorp              | 22 498      | Annichen Kringstad      | Håkan Eriksson       |
| 1984 | Bräkne                  | 16 123      | Karin Gunnarssonová     | Kent Olsson          |
| 1985 | Falun                   | 25 021      | Annichen Kringstad      | Joakim Ingelsson     |
| 1986 | Borås                   | 17 353      | Annichen Kringstad      | Anders Erik Olsson   |
| 1987 | Norrköping              | 16 216      | Katarina Borg           | Lars Lönnkvist       |
| 1988 | Sundsvall               | 16 413      | Barbro Lönnkvist        | Lars Lönnkvist       |
| 1989 | Östersund               | 17 818      | Barbro Lönnkvist        | Niklas Löwegren      |
| 1990 | Göteborg                | 20 172      | Ragnhild Bente Andersen | Per Ek               |
| 1991 | Arboga                  | 16 581      | Arja Hannus             | Håkan Eriksson       |
| 1992 | Södertälje              | 17 806      | Gunilla Svärd           | Allan Mogensen       |
| 1993 | Falkenberg              | 15 006      | Annika Zell             | Petter Thoresen      |
| 1994 | Örnsköldsvik            | 14 414      | Katarina Borg           | Petter Thoresen      |
| 1995 | Hässleholm              | 14 304      | Eija Koskivaara         | Jörgen Olsson        |
| 1996 | Karlstad                | 17 007      | Annika Zell             | Jörgen Mårtensson    |
| 1997 | Umeå                    | 11 179      | Katarina Borg           | Jörgen Mårtensson    |
| 1998 | Gävle                   | 13 249      | Hanne Staff             | Johan Ivarsson       |
| 1999 | Borlänge                | 15 238      | Jenny Johansson         | Fredrik Löwegren     |
| 2000 | Hallsberg               | 13 740      | Hanne Staff             | Jimmy Birklin        |
| 2001 | Märsta                  | 12 525      | Marlena Jansson         | Johan Ivarsson       |
| 2002 | Skövde                  | 14 651      | Simone Niggli-Luder     | Mats Haldin          |
| 2003 | Uddevalla               | 14 998      | Heather Monrová         | Mats Haldin          |
| 2004 | Göteborg                | 13 259      | Jenny Johanssonová      | Valentin Novikov     |
| 2005 | Skillingaryd            | 12 657      | Emma Engstrandová       | Emil Wingstedt       |
| 2006 | Mohed                   | 13 500      | Simone Niggli-Luder     | Simonas Krepsta      |
| 2007 | Mjölby                  | 14 300      | Simone Niggli-Luder     | Anders Nordberg      |
| 2008 | Sälen                   | 24 375      | Anne Margrethe Hausken  | Tero Föhr            |
| 2009 | Eksjö                   | 15 589      | Helena Janssonová       | Martin Johansson     |
| 2010 | Örebro                  | 16 069      | Simone Niggli-Luder     | David Andersson      |
| 2011 | Mohed                   | 12 939      | Tove Alexandersson      | Erik Rost            |
| 2012 | Halmstad                | 21 172      | Tatiana Ryabkinová      | Olav Lundanes        |
| 2013 | Boden                   | 12 907      | Tove Alexandersson      | Thierry Gueorgiou    |
| 2014 | Kristianstad            | 23 088      | Tove Alexandersson      | Thierry Gueorgiou    |
| 2015 | Borås                   | 18 058      | Anne Margrethe Hausken  | William Lind         |
| 2016 | Sälen                   | 24 313      | Tove Alexandersson      | Thierry Gueorgiou    |
| 2017 | Arvika                  | 15 127      | Tove Alexandersson      | William Lind         |
| 2018 | Örnsköldsvik            | 17 171      | Simone Niggli-Luder     | Magne Dæhli          |
| 2019 | Norrköping              | 21 221      | Tove Alexandersson      | Ruslan Glebov        |
| 2020 | ---                     |             |                         |                      |
| 2021 | ---                     |             |                         |                      |
| 2022 | Uppsala                 |             |                         |                      |
| 2023 | Åre                     |             |                         |                      |
| 2024 | Oskarshamn              |             |                         |                      |
| 2025 | Jönkoping               |             |                         |                      |
| 2026 | Göteborg                |             |                         |                      |